# Giulia Beccaria
Giulia Maria Anna Margarita Beccaria, vedova Manzoni (Milano, 21 luglio 1762 – Milano, 7 luglio 1841), è stata una nobildonna italiana, figlia di Cesare Beccaria, moglie di Pietro Manzoni e madre dello scrittore Alessandro Manzoni.

## Biografia

### La giovinezza e la relazione con Giovanni Verri
Figlia del marchese Cesare Beccaria e di Teresa de Blasco – nobildonna di origini spagnole –, Giulia, dopo un'infanzia passata nella casa paterna, fu educata a partire dal 1774 presso il collegio annesso al convento di San Paolo, dal quale uscì nel 1780, dopo aver compiuto i diciotto anni. L'adolescenza della giovane è caratterizzata, oltreché dal clima austero del convento che poco le si addiceva, anche dall'indifferenza del padre il quale, dopo la prematura morte della moglie Teresa, si era risposato con la nobildonna Anna Barbò. Ritornata nella casa paterna, Giulia si trovò immersa nell'ambiente dell'illuminismo milanese (le cui idee la coinvolsero), maturando al contempo interessi culturali. Tra gli amici di famiglia la influenzò soprattutto Pietro Verri, ma fu in contatto con molta parte dell'élite culturale milanese, dai professori universitari ai pensatori illuministi. Uscita dal collegio nel 1780 si innamorò, ricambiata, di Giovanni Verri, fratello minore di Pietro e Alessandro Verri, dalla cui relazione nacque, con molta probabilità, il figlio Alessandro.

### Il matrimonio con Pietro Manzoni

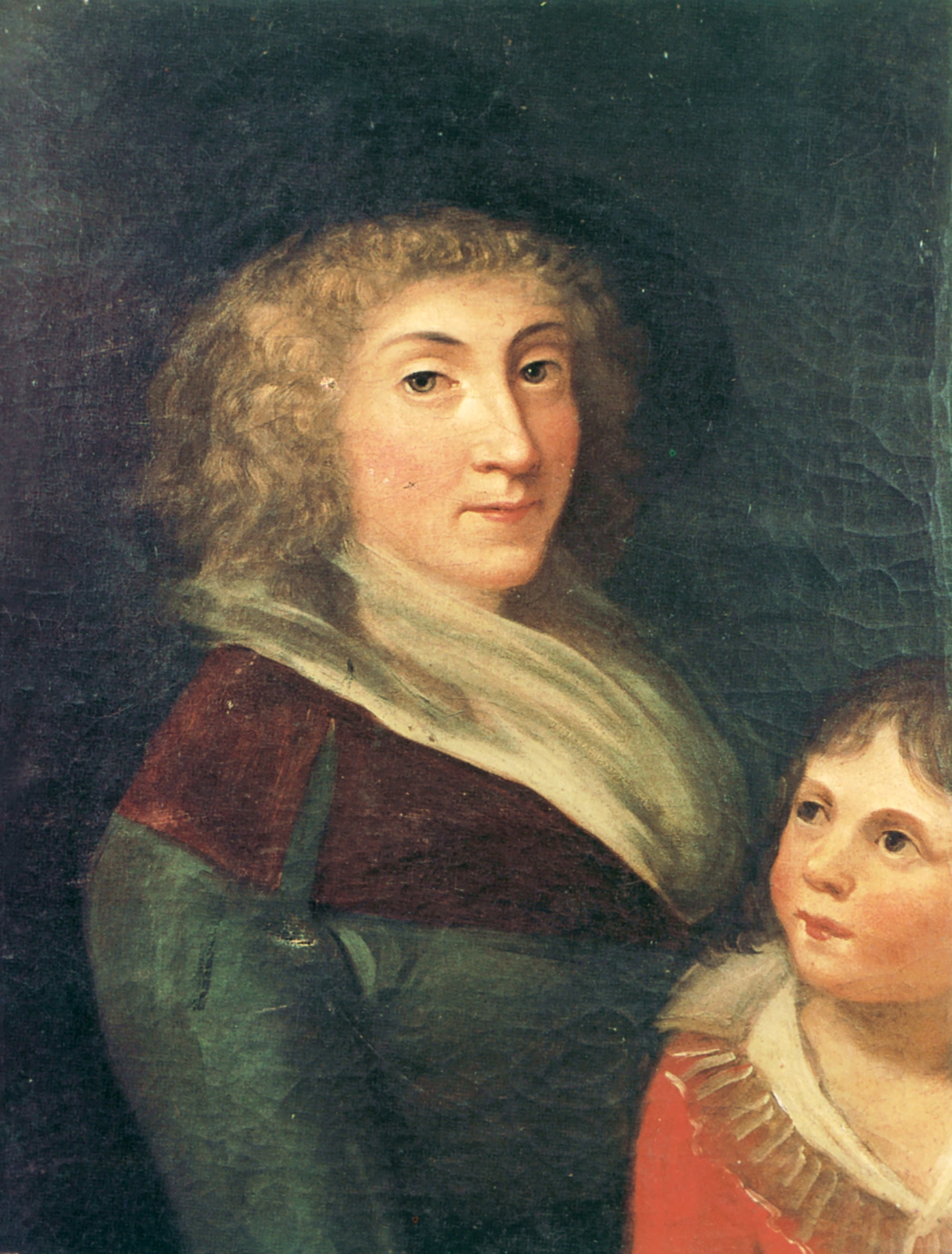
Andrea Appiani, Ritratto di Giulia Beccaria e suo figlio Alessandro Manzoni bambino, 1790

Il 20 ottobre 1782, la ventenne Giulia, a causa delle dissestate finanze familiari e dal mancato beneplacito di Pietro e Alessandro Verri nell'avallare le nozze col loro fratello minore Giovanni, dovette sposare Don Pietro Manzoni, un gentiluomo lecchese ricco ma più anziano di lei di ventisei anni. Il matrimonio venne celebrato nell'oratorio domestico di Cesare Beccaria, e fu indubbiamente conveniente dal punto di vista economico (lei portò una dote di cinquemila scudi mentre lui garantiva trentamila lire annue di rendita) quanto infelice sul piano umano e sentimentale. A testimonianza di tale stato sentimentale v'è l'intervento di Niccolò Tommaseo: «Anco di Pietro Verri [Manzoni] ragiona con riverenza, tanto più ch'egli sa, e sua madre non glielo dissimulava, d'essere nipote di lui, cioè figliuolo d'un suo fratello». Nonostante la diversità di carattere e d'età, dal matrimonio con Pietro Manzoni ufficialmente nacque a Milano, il 7 marzo 1785, l'unico figlio Alessandro, prima affidato a balia presso la Cascina Costa di Galbiate, nei pressi di Lecco, e poi nei collegi dei padri Somaschi di Merate e di Lugano.

### La relazione con Carlo Imbonati
Il 23 febbraio 1792 Giulia si separò da Pietro Manzoni, a cui restava affidato quel figlio verso cui aveva sempre mostrato uno scarso interesse. Pare si stabilisse per un periodo presso lo zio materno Michele Blasco, ma intanto la sua relazione con Carlo Imbonati, nobile colto e molto ricco, andava avanti già da due anni. Dal 1795 convisse con lui fino alla sua morte, prima per un breve periodo a Londra, poi a Parigi a Place de Vendôme. Immersi entrambi nell'élite culturale parigina, i due si recavano spesso anche ad Auteuil, comune nei pressi di Parigi, oggi inglobato tra la capitale e Boulogne-Billancourt, dove viveva la vedova del filosofo Claude-Adrien Helvétius, Anne-Catherine de Ligneville. Grazie all'Imbonati, Giulia poté frequentare gli idéologues, gruppo di intellettuali eredi del tardo illuminismo interessati nello studio della società e delle sue problematiche, divenendo amica di Sophie de Condorcet e di Claude Fauriel, coi quali si legherà poi il figlio Alessandro.

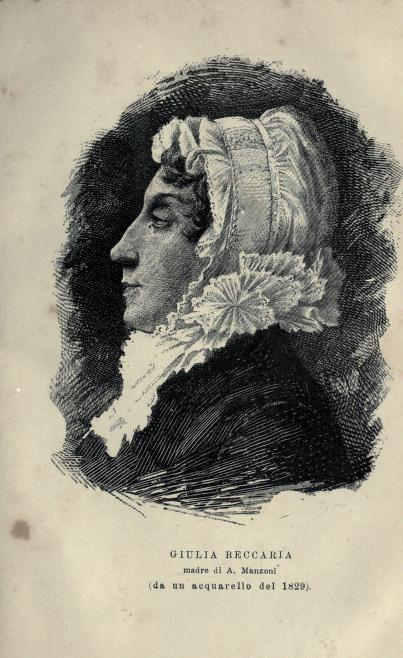
Ritratto di profilo di Giulia Beccaria nel 1829, dalle Reminiscenze di Cesare Cantù.

### Da Parigi a Milano

#### Il matrimonio tra Alessandro ed Enrichetta Blondel
Nel 1805 morì Carlo Imbonati, lasciandole tutto il suo ingente patrimonio, e Giulia convinse il figlio a vivere presso di lei. Da quel momento madre e figlio furono molto legati, tanto che in una lettera Manzoni parla della madre come della mia Giulia. Desiderosa di vedere felice il figlio e di costruire al contempo un solido nucleo familiare, Giulia s'interessò inizialmente a Luigina Visconti, per poi informarsi di Mademoiselle Augustine Emilie Victoire, figlia del filosofo francese Antoine-Louis-Claude Destutt de Tracy. Scartata la prima perché già impegnata, e la seconda in quanto non abbastanza nobile, Giulia pose infine gli occhi su Enrichetta Blondel, figlia di una ricca famiglia ginevrina impegnata nel commercio dei bachi da seta. La mitezza della sedicenne, unita all'amore per la casa e ad una dolcezza innata di carattere, sembrò perfetta per Giulia, giudizio che fu lo stesso anche per il figlio Alessandro. I due giovani si sposeranno a Milano l'8 febbraio 1808.

#### Il "motore della famiglia": tra Milano e Brusuglio
Con il figlio si riavvicinò alla religione cattolica. Quando questi nel 1810 tornò definitivamente a Milano, Giulia lo seguì e visse con lui e la sua numerosa famiglia, alternando la sua presenza tra il palazzo milanese, e la villa di Brusuglio ereditata dall'Imbonati. Gli anni che seguirono videro Giulia diventare l'asse portante della famiglia, una solida roccia su cui si costruì la numerosa famiglia di Alessandro ed Enrichetta. 

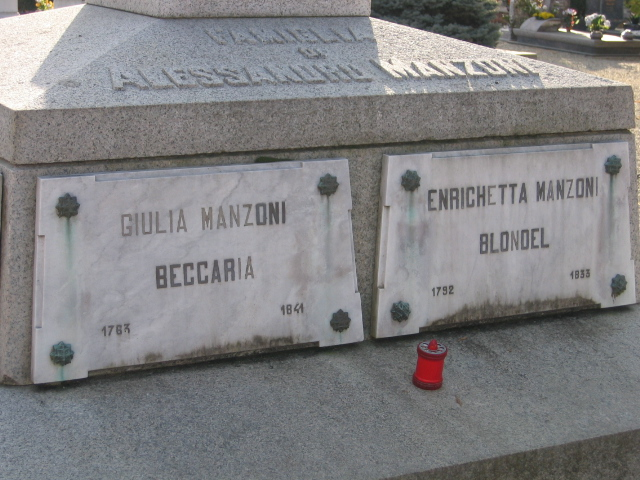
Le tombe di Giulia Beccaria e di Enrichetta Blondel nel cimitero di Brusuglio, frazione di Cormano (Milano).

In seguito alla conversione, anche gli interessi di Giulia cambiarono: dalla vita mondana al fianco di Sophie de Condorcet e degli illuministi, la sua routine quotidiana ora si caratterizzò per le numerose opere di pietà e le mortificazioni di spirito indicatele dal padre spirituale dei Manzoni, Luigi Tosi, dal quale ricevette per la prima volta l'Eucaristia insieme alla nuora e al figlio il 15 d'agosto del 1810.Gli anni '10 e '20 videro Giulia svolgere il ruolo di nonna dei numerosi nipoti, ma anche quella di consigliera "letteraria" del figlio, promuovendone l'immagine e seguendone l'estro artistico. L'idillio famigliare venne però meno in seguito alla morte di Enrichetta, avvenuta il 25 dicembre del 1833 (evento che ispirerà al Manzoni la composizione dell'ode, poi rimasta incompiuta, Il Natale 1833). Gli anni '30 videro, oltre alla morte di Enrichetta, anche quella della primogenita di Manzoni Giulietta, maritata a Massimo d'Azeglio. L'ormai anziana Giulia, negli ultimi suoi anni di vita, entrò in contrasto con la seconda moglie di Manzoni Teresa Borri la quale, al contrario di Enrichetta, si dimostrò molto refrattaria nel concedere all'anziana suocera quel ruolo di "motore della famiglia" che aveva detenuto sino a quel momento. Stanca ed ammalata (cominciò a soffrire di alcuni disturbi nervosi), la Beccaria si spense il 7 luglio del 1841, poco dopo la morte dell'altra nipote, Sofia. La salma della Beccaria riposa, insieme a quella di Enrichetta e di alcuni nipoti, nel cimitero di Brusuglio, frazione di Cormano (Milano).